# Atelopus palmatus
Espèce
Statut de conservation UICN

 CR  : 
En danger critique
Atelopus palmatus est une espèce d'amphibiens de la famille des Bufonidae.

## Répartition
Cette espèce est endémique d'Équateur. Elle se rencontre dans les provinces de Pastaza et de Napo entre 1 150 et 1 740 m d'altitude dans le bassin du Río Pastaza.

## Publication originale
- Andersson, 1945 : Batrachians from East Ecuador, collected 1937, 1938 by Wm. Clarke-Macintyre and Rolf Blomberg. Arkiv för Zoologi, vol. 37, p. 1-88.